# Eubrachyura
Eubrachyura is een sectie van schaaldieren die de meer geavanceerde krabben omvat. Ze wordt verdeeld in twee ondersecties, gebaseerd op de positie van de genitale openingen.

## Kenmerken
In de Heterotremata bevinden de geslachtsopeningen zich op de poten (coxaal) bij mannetjes, maar op het sternum (buikschild) bij vrouwtjes, terwijl in de Thoracotremata, de openingen zich bevinden op het sternum bij beide geslachten. Dit contrasteert met de situatie bij andere tienpotigen, waarin de genitale openingen altijd op de poten terug te vinden zijn. Heterotremata is de grootste van de twee groepen, met de soortenrijke superfamilies Xanthoidea en Pilumnoidea en alle zoetwaterkrabben (Gecarcinucoidea en Potamoidea). 

## Fossiel
Het fossiele record van Eubrachyura gaat terug tot het Bathonien (Midden-Jura).

## Taxonomie
Deze sectie wordt beschouwd als monofyletisch en wordt onderverdeeld in twee subsecties:
- Heterotremata Guinot, 1977
- Thoracotremata Guinot, 1977
- Cretapsara Luque et all, 2021[5]